# Lepadella donneri
Lepadella donneri is een raderdiertjessoort uit de familie Lepadellidae. De wetenschappelijke naam van deze soort is voor het eerst geldig gepubliceerd in 1972 door Koste.